# Ramones (album)
Pour les articles homonymes, voir Ramone (homonymie).
Vous lisez un « article de qualité » labellisé en 2013.
Albums de Ramones
Leave Home
(1977)
Singles
1. Blitzkrieg Bop
Sortie : juillet 1976
2. I Wanna Be Your Boyfriend
Sortie : octobre 1976

Ramones est le premier album studio du groupe américain de punk rock du même nom, sorti le 23 avril 1976 par Sire Records aux États-Unis et au Royaume-Uni et par Philips Records en Europe et au Japon. Repérés début 1975 par la rédactrice de magazines musicaux Lisa Robinson sur la scène du club new-yorkais CBGB et gérés par l'ancien manager des Stooges Danny Fields, ils produisent une première démo la même année afin de signer leur premier contrat auprès du label Sire Records. Avec un budget de 6 400 $, ils enregistrent en cinq jours leur premier album avec le producteur Craig Leon au studio Plaza de New York au mois de février 1976, se servant de techniques d'enregistrement en studio similaires à celles des Beatles (utilisation de canaux en stéréo, re-recording et doublement de voix), en les exagérant.
Abordant des thèmes comme le nazisme, la violence, la prostitution masculine, la drogue ou encore l'amour avec dérision et sarcasme, les Ramones sont considérés comme ayant popularisé la culture punk rock avec une musique minimaliste et rapide sur trois accords. L'album influence de nombreux groupes comme les Sex Pistols et le groupe The Clash, mais aussi des genres musicaux tels que le heavy metal, le thrash metal, l'indie pop, le grunge et le post-punk, bien que son succès soit resté assez confidentiel à sa sortie avec seulement une 111e place au Billboard 200. Rejeté ou incompris sur le moment par la critique, il est malgré tout classé 33e parmi les « 500 plus grands albums de tous les temps » du magazine Rolling Stone et figure régulièrement dans les premières positions de nombreuses listes des albums les plus influents du rock et du punk.
La pochette en noir et blanc, sur laquelle les quatre membres du groupe sont adossés à un mur en brique, inspire par la suite de nombreuses couvertures d'albums des Ramones. Elle est aussi un modèle du genre, se classant 58e des « 100 meilleures pochettes d'album » du magazine Rolling Stone en 1991.

## Historique

### Contexte
Au début des années 1970, le rock progressif des King Crimson, Genesis, Jethro Tull, Mike Oldfield ou Pink Floyd, et le soft rock des Billy Joel, Elton John, Chicago, America ou encore Fleetwood Mac atteignent leur apogée commercial. En réaction, d'autres artistes souhaitent revenir aux basiques du rock 'n' roll, inspirés par les groupes de garage rock des années 1960 tels que les Kingsmen, les Standells ou Shadows of Knight. Ainsi, MC5, les Stooges, les New York Dolls et Patti Smith jouent un rock dépouillé, sauvage, vulgaire et très cru, lançant la vague protopunk,,. À Forest Hills, dans le Queens (New York), Douglas Colvin et John Cummings partagent la même passion pour ces groupes ; ils ne ratent aucun concert des Stooges. Au début de l'année 1974, ils invitent Jeffrey Hyman, chanteur du groupe de glam rock Sniper, à former un groupe avec eux,. Au départ, Douglas Colvin est au chant et à la basse, John Cummings à la guitare et Jeffrey Hyman à la batterie, mais lors des répétitions, le premier se rend compte qu'il ne peut pas chanter et jouer en même temps. Hyman passe alors derrière le micro et Thomas Erdelyi, un ami de  l'école secondaire de Cummings, est engagé comme batteur. S'inspirant de Paul McCartney, qui se faisait appeler à l'occasion « Paul Ramon » au début de sa carrière, Douglas Colvin adopte le pseudonyme de Dee Dee Ramone,. Il convainc alors les autres de choisir un nouveau nom. John Cumings devient Johnny Ramone ; Jeffrey Hyman, Joey Ramone et Thomas Erdelyi, Tommy Ramone : la famille Ramone est née.

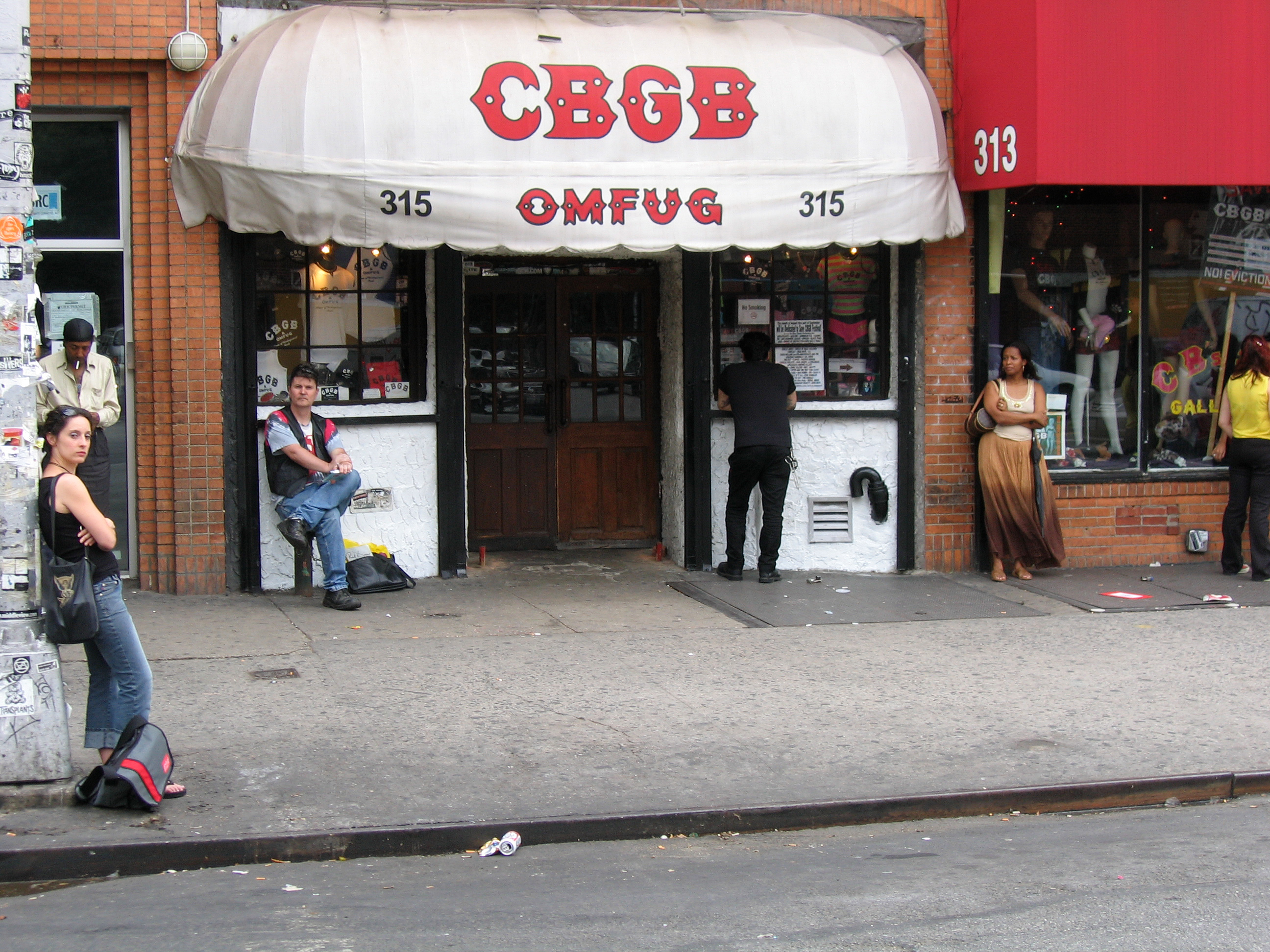
Le CBGB, club new-yorkais où les Ramones ont commencé à se produire.

Les Ramones commencent à se produire régulièrement en concert au cours de l'année 1974, principalement au club rock new-yorkais CBGB et au Performance Studio, qui appartient au batteur du groupe, Tommy Ramone, et au manager Monte Melnick. Ils font rapidement l'objet d'articles élogieux dans des journaux locaux tels que le SoHo Weekly News, le Trouser Press, le New York Rocker et The Village Voice,. Leur participation au festival rock organisé par le CBGB en juillet 1975 est saluée dans le magazine musical britannique NME, qui les classe dans la « musique underground de la scène new-yorkaise ». Plusieurs A&R assistent à différents concerts du quatuor, mais les maisons de disques doutent de la capacité du groupe à interpréter sa musique en studio. À la fin de l'année, les Ramones effectuent quelques sessions d'enregistrement et préparent une démo à partir de quinze titres enregistrés et produits par Tommy Ramone dans un studio de Long Island. Cette première production leur coûte environ 1 000 $,.
La rédactrice en chef des magazines Hit Parader et Rock Scene, Lisa Robinson, assiste à une représentation des Ramones au CBGB au début de l'année 1975, et rédige par la suite plusieurs articles sur le groupe dans les publications qu'elle dirige. Joey Ramone raconte : « Lisa est venue nous voir parce qu'on l'avait époustouflée. Elle a dit qu'on avait changé sa vie. Elle a commencé à écrire sur nous dans Rock Scene, ensuite Lenny Kaye a voulu faire pareil et il y a eu de plus en plus d'articles, jusque dans The Village Voice, et les gens ont commencé à venir en masse. » Lisa Robinson contacte Danny Fields, l'ancien manager des Stooges, afin de le convaincre de devenir celui des Ramones. En février, Tommy Ramone rédige une chronique dans le magazine musical Creem, ce qui pousse Fields à assister à un de leurs concerts au CBGB. Il accepte de les gérer juste après leur prestation en faisant remarquer que le groupe « possède tout ce qu['il a] toujours aimé » et déclare que « Tommy Ramone a été très persistant. [...] Il a fait campagne pour son groupe avec une volonté incroyable,. » Le quatuor impose néanmoins une condition à Danny Fields : le financement d'un nouveau kit de batterie. Il leur obtient ensuite une audition chez Sire Records le 23 juin. Ce petit label de New York, dirigé par Seymour Stein et Richard Gottehrer, ne signe pourtant que des groupes « progressifs » ayant déjà un contrat en Europe. À la suite de l'audition, les Ramones se voient offrir un contrat pour sortir un single avec la chanson You're Gonna Kill That Girl. Le groupe et Danny Fields rejettent cette offre car ils souhaitent enregistrer un album entier,. Deux jours avant l'entrevue chez Sire Records, ils avaient auditionné pour d'autres maisons de disques telles que Blue Sky et Arista Records.
Le 19 septembre 1975, les Ramones enregistrent une seconde démo, comprenant Judy Is a Punk et I Wanna Be Your Boyfriend, aux studios 914 ; elle est produite par Marty Thau, le manager des New York Dolls,. Elle ne sera pas publiée par la suite car le groupe estime qu'elle n'est pas « une reproduction exacte de sa musique sur scène, ». En revanche, elle est envoyée auprès de labels potentiels pour promouvoir le groupe et lui obtenir un contrat,. Lorsqu'ils contactent par la suite toutes les maisons de disques, celles-ci n'ont gardé aucune trace de la cassette et on leur fait remarquer que personne n'a pris la peine d'écouter plus de trente secondes de leur enregistrement. Warner leur répond même que « leur musique ressemble à du mauvais Zeppelin ».
Même si les Ramones ont rejeté leur offre en juin, Sire Records et notamment Seymour Stein gardent un œil sur le groupe, ce dernier restant convaincu de leur potentiel. Craig Leon, producteur et A&R pour la maison de disques, qui les avait vus sur scène à l'été 1975 au CBGB, fournit d'ailleurs la seconde démo au président de Sire peu de temps après,. Linda Stein, l'ex-femme de Seymour Stein, attire également l'attention sur le groupe en vantant la chanson 53rd & 3rd. Avec beaucoup de persuasion, Craig Leon et elle parviennent à faire auditionner les Ramones devant des employés de Sire Records dans le but de les faire signer. Une partie d'entre eux, dont le cofondateur Richard Gottehrer, reste persuadée que le label doit continuer à produire des groupes de rock progressif, ne considérant pas que la musique des Ramones soit suffisamment vendeuse. Mais après six mois de négociations, celui-ci quitte la maison de disques las de cette situation et le groupe signe finalement son contrat avec Sire Records en janvier 1976 pour un montant de 20 000 $. Le batteur rappelle ensuite que « Craig Leon est celui qui nous a fait signer. À lui seul, il a fait tomber le vice-président et tous ces gens... Il est le seul gars bien dans l'entreprise. Il a risqué sa carrière pour nous avoir un label, ». L'avance fournie par Sire Records doit servir à enregistrer et produire le premier album des Ramones, mais aussi à l'achat de nouveaux instruments et d'une sonorisation pour les concerts. À la suite de la signature de leur contrat, les Ramones organisent plusieurs petits concerts,.

### Enregistrement et production

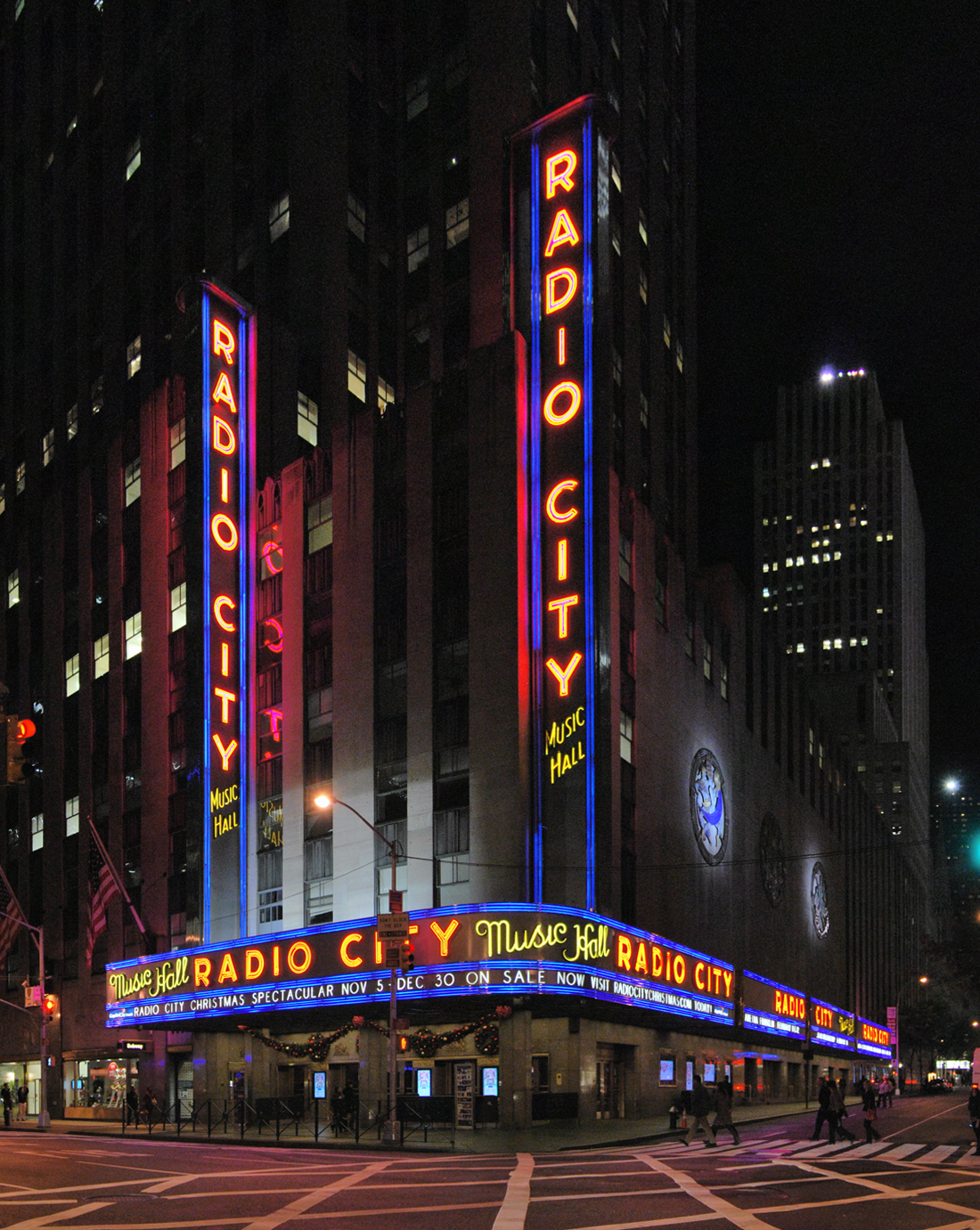
Ramones est enregistré au huitième étage du Radio City Music Hall.

En janvier 1976, après presque deux ans à jouer ensemble et quatre-vingts concerts, les Ramones interrompent temporairement leur tournée afin de préparer l'enregistrement de leur premier album. Ils ont alors une trentaine de titres à leur disposition et arrivent en studio avec « une idée claire de ce qu'ils veulent ». À la demande de Sire Records, l'enregistrement se déroule au studio Plaza à Manhattan, un complexe au huitième étage du Radio City Music Hall créé dans les années 1930 pour les émissions de radio accueillant des orchestres symphoniques et des grands groupes. Le producteur, Craig Leon, décrit le lieu comme « énorme » et le compare aux studios Abbey Road d'EMI à Londres. Tommy Ramone confirme plus tard que la taille du studio était inhabituelle pour les membres du groupe. Avec sa double casquette de batteur et d'assistant de production, celui-ci doit faire face à des problèmes de communication, car la partie batterie est divisée en trois salles, de plus éloignées de la cabine de contrôle pour l'enregistrement et le mixage. Craig Leon suggère que chaque instrument soit enregistré individuellement dans une pièce séparée, les musiciens ne communiquant ainsi que par le casque.
L'enregistrement débute le 2 février 1976 et dure quatre jours (deux pour les instruments et deux autres pour le chant et le re-recording), pour un budget de 6 400 $. Pour gagner du temps, au vu du coût du studio, les membres des Ramones ne demandent pas les bandes son après les avoir enregistrées, sauf si l'ingénieur du son les arrête. Le mixage des enregistrements est ensuite effectué dans un « marathon » de quatorze heures afin que le travail en studio ne dépasse pas cinq jours. Les pistes sont ainsi enregistrées dans l'ordre de leur création, un schéma repris sur les deux albums suivants du groupe. En 2004, Craig Leon admet qu'ils ont enregistré l'album rapidement en raison des restrictions budgétaires, mais estime qu'ils n'avaient pas vraiment besoin de davantage de temps.
Le processus d'enregistrement est une exagération délibérée des techniques utilisées par les Beatles lors de leurs sessions d'enregistrement du début des années 1960, avec des appareils d'enregistrement à quatre voies. Le groupe se sert des mêmes techniques de placement de microphone que de nombreux orchestres. Les guitares peuvent être entendues séparément sur les canaux stéréo, avec la basse électrique sur le canal gauche et la guitare rythmique sur le canal droit. La batterie et le chant sont mélangés au milieu. Le mixage des enregistrements utilise également les techniques les plus modernes : le re-recording, une technique utilisée par les studios d'enregistrement pour ajouter un son enregistré supplémentaire sur les éléments déjà enregistrés, et le doublement, où la voix utilisée est doublée.
L'album est produit par Craig Leon, le batteur Tommy Ramone étant crédité comme « producteur associé ». Le studio d'enregistrement de l'album a été élargi par Mickey Leigh et Craig Leon pour les effets de percussion. Lorsque Seymour Stein rend visite au groupe lors de leur premier jour, environ trois heures après le début de l'enregistrement, pour s'enquérir de l'avancement, Johnny Ramone, inexpérimenté et connu pour son impatience, lui dit « que tout ne va pas bien, [qu'ils n'ont] que sept chansons prêtes ». Le président de Sire Records raconte plus tard que « si tous les groupes étaient comme eux, les maisons de disques n'auraient aucun souci à se faire ». Nicholas Rombes décrit la qualité de production comme « le bricolage amateur ultime et à la morale irresponsable qui est associée au punk » mais conclut qu'ils ont abordé le processus d'enregistrement avec un « degré élevé de préparation et de professionnalisme ».

## Parution et réception
Ramones est publié le 23 avril 1976 en vinyle sur le label Sire Records aux États-Unis et au Royaume-Uni, et sur Philips Records en Europe et au Japon,. Deux singles en sont tirés : Blitzkrieg Bop, qui sort au mois de juillet avec Havana Affair en face B, et I Wanna Be Your Boyfriend, qui sort au mois d'octobre avec deux faces B, California Sun et I Don't Wanna Walk Around with You,. L'album ressort au format CD en 1987 aux États-Unis et en 1990 en Europe sur le label Sire Records et en 1990 au Japon sur Warner Music Japan. Deux versions remasterisées paraissent ensuite en vinyle en 2001 et 2007, respectivement sur Rhino Records et Warner Music Japan.

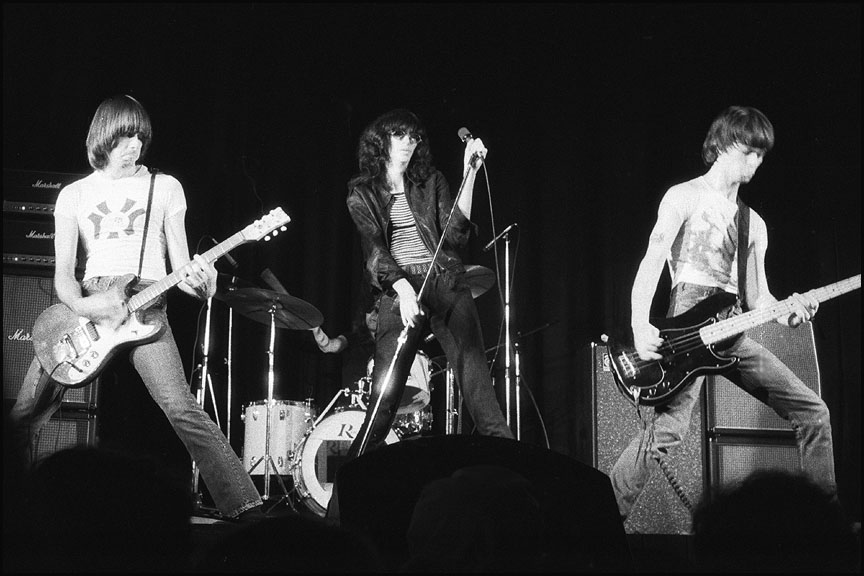
Les Ramones en concert à Toronto en 1976.

En 1974, le groupe joue trente concerts, presque tous au club new-yorkais CBGB. En 1975, le spectacle donné à Waterbury dans le Connecticut est le seul qu'ils font en dehors de New York. En 1976, ils effectuent plus de soixante concerts pour promouvoir la sortie de Ramones, dont deux à Londres les 4 et 5 juillet au Roundhouse et au Dingwalls devant les futurs The Clash, Sex Pistols ou encore Chrissie Hynde de Pretenders,,. L'année suivante, ils en donnent plus d'une centaine.

### Accueil critique
À sa sortie, l'album déconcerte, avec ses morceaux très courts joués à une vitesse folle, leur structure minimaliste et leurs paroles humoristiques. Il attire des réactions mitigées. Ainsi, Vin Scelsa (en), le DJ de la radio WNEW-FM (en), raconte : « j'étais l'un de ces vieux DJs hippies [...] J'avais envie d'écouter les Ramones. Alors j'ai mis le vinyle sur la platine et lancé Blitzkrieg Bop, et ça s'est enchaîné avec la seconde chanson, puis tout de suite après sur la troisième. [...] J'ai pris le vinyle de la platine et l'ai jeté à travers la pièce ». Il ajoute « J'ai ensuite dit au micro « C'est quoi ce raffut ? Quel est ce bruit ? » » Cependant, quelques jours plus tard, il revoit son opinion : « J'ai dit que j'avais tout faux sur les Ramones. C'est un grand nouveau groupe de rock révolutionnaire. » Son homologue britannique, John Peel sur la BBC Radio 1, hésite à le passer dans son émission, mais déclare n'avoir « rien entendu d'aussi perché et d'aussi drôle depuis Little Richard. [...] C'était effrayant et fou. »
L'album récolte néanmoins quelques éloges, dont les premiers furent de Robert Christgau, qui « adore ce disque » et qu'il voit comme « plus propre que ce qu'ont fait les New York Dolls, plus vif que Velvet Underground et plus audible que Black Sabbath ». Puis Paul Nelson le loue dans sa critique pour le magazine Rolling Stone du 29 juillet 1976, où il salue le « côté américain authentique et primitif dont le travail doit être entendu pour être compris » et « sa structure presque entièrement construite sur des pistes rythmiques d'un rock and roll d'une intensité exaltante qu'il n'a plus connu depuis sa jeunesse », n'hésitant pas à « exprimer son espoir que les Ramones vendront plus de disques qu'Elton John ». Charles M. Young, rédacteur pour le même périodique, le décrit un peu plus tard comme « l'un des disques de rock les plus drôles jamais sortis ». Conscient du phénomène, il ajoute que « si le punk continue à prendre de l'élan, nous sommes à un tournant historique ».
Symbole de l'avis partagé suscité par l'album, deux journalistes du magazine britannique NME sont en désaccord sur celui-ci. Le premier, Nick Kent, écrit que « c'est une leçon sur la façon de concevoir du hard-rock », que certes « ils ne disent pas grand chose », mais qu'« ils font du rock avec véhémence ». Son collègue Max Bell voit les choses de façon diamétralement opposée : pour lui, « les Ramones sont une blague, plus proches d'un numéro comique que d'un groupe de rock. [...] Leur charisme est totalement négatif et basé sur leur incompétence et leur indifférence,. » Le critique Allan Jones du Melody Maker partage aussi cet avis puisqu'il qualifie la musique du groupe de « sombre et retardée », dont « l'accent est porté sur l'étroit esprit de la violence et qui exprime le nihilisme ». Un an après la sortie de Ramones, le magazine new-yorkais Trouser Press conclut d'ailleurs que « comme pour toute nouvelle influence culturelle, l'album était d'abord vénéré par quelques clairvoyants et rejeté par une majorité méfiante qui le considérait comme une mauvaise blague. Mais maintenant, il ne fait aucun doute que c'est un classique. »
Au fil des ans, la réputation de Ramones ne cesse de croître. Ainsi, en 1995, Jeff Tamarkin, d'AllMusic, considère que « l'ère punk-rock commence avec cet album » et que « le courant rock dominant de l'époque ne savait pas ce qui l'avait frappé ». En 1999, Collins Gem Classic Albums écrit que « les Ramones te fixent depuis la couverture de ce magnifique premier album avec un muet mépris, totalement dépeint sur eux. Les chansons sont courtes, exercice difficile dans le vicieux speed-thrash, entraînées par de féroces guitares et pourtant stoppées en un instant. C'est le simple rêve pop poussé à son extrême minimalisme. Il ne peut tout simplement pas y avoir plus rapide ou plus difficile que cela. Les Ramones sont le coup d'envoi du punk anglais ». Joe S. Harrington estime pour sa part que l'album « divise l'histoire du rock 'n' roll en deux parties, l'Ancien Testament et le Nouveau Testament ». Theunis Bates, écrivain musical pour le Time et rédacteur en chef de worldpop.com, déclare que « les Ramones ont ramené le rock à ses bases » et note que « les paroles sont très simples, réduites à des déclarations d'envie et de besoin d'adolescent ». Il ajoute que « c'est la déclaration du punk ultime ».
L'album est aujourd'hui considéré comme un classique. Stephen Thomas Erlewine, pour AllMusic, écrit qu'il « commence à une vitesse fulgurante et ne nous laisse pas une seule fois en place au cours de ses quatorze chansons ». Il note également qu'il « est synonyme de vitesse, crochets, stupidité et simplicité ». En 2005, Sputnikmusic le définit comme « le commencement de tout ce qui est vraiment « punk » » en en faisant « l'un des meilleurs et des plus influents albums de tous les temps » et « probablement le plus révolutionnaire et le plus important de ces trente dernières années », tout en concluant qu'« aucun autre groupe « punk » n'en sera jamais proche ».

### Succès commercial
Dans la lignée de l'accueil réservé des critiques et des radios, l'album connaît peu de succès. Il atteint ainsi seulement la 111e place au Billboard 200, avec environ 6 000 exemplaires vendus sur la première année, tandis qu'aucun des deux singles ne se classe dans le Hot 100. Il obtient également une 48e place dans les classements suédois, mais à ce jour, aucune certification ne vient le récompenser.
| Classement musical         | Meilleure position |
| -------------------------- | ------------------ |
| États-Unis (Billboard 200) | 111                |
| Suède (Sverigetopplistan)  | 48                 |

## Caractéristiques artistiques

### Analyse musicale
Ramones aborde différents sujets tels que le nazisme, la violence, la prostitution masculine, la prise de drogues, l'humour sarcastique, l'American way of life et l'amour au cours de ses quatorze titres d'une durée totale de vingt-neuf minutes,. L'ordre des chansons est déterminé par les Ramones et le producteur Craig Leon comme s'ils établissaient le programme d'un concert, essayant ainsi de reproduire l'ambiance live en studio. Johnny Ramone dit qu'à l'écriture des paroles, ils ne voulaient offenser personne.

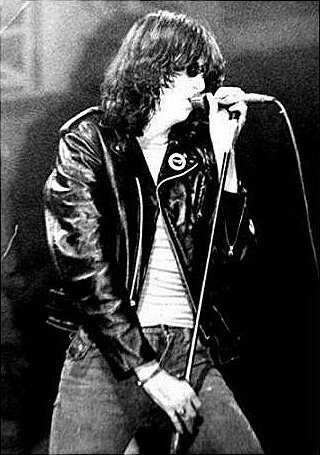
Joey Ramone, le chanteur des Ramones est accompagné de chœurs sur certaines chansons de l'album.

Lorsque Tommy Ramone évoque leur façon de jouer, le batteur du groupe explique que « dans leur forme initiale, beaucoup des trucs [des années 1960] étaient innovants et excitants. Malheureusement, avec le temps, les gens en ont eu assez des chansons à la Hendrix et ont commencé à écouter autre chose. Puis, il y a eu des solos sans fin qui n'allaient nulle part. Déjà en 1973, je savais que ce dont il y avait besoin c'était du rock 'n' roll pur, dépouillé, et sans conneries insensées ». Cet avis est partagé par John Holmstrom, éditeur et fondateur du fanzine Punk, qui se souvient avoir pensé que « le punk rock devait arriver car la scène rock de l'époque était devenue si docile que [des artistes] comme Billy Joel et Simon et Garfunkel se faisaient catégoriser dans le rock and roll, alors que pour moi et d'autres fans, le rock and roll rimait avec musique sauvage et rebelle. »
Plusieurs chansons de l'album bénéficient de chœurs. Ainsi, Mickey Leigh, le frère de Joey Ramone, est présent sur Judy Is a Punk, I Wanna Be Your Boyfriend et sur le pont de Blitzkrieg Bop. Tommy Ramone chante sur Judy Is a Punk, I Don't Wanna Walk Around with You et sur le pont de Chain Saw. L'ingénieur du son Rob Freeman et le producteur Craig Leon apparaissent dans le dernier refrain de I Wanna Be Your Boyfriend.

#### Blitzkrieg Bop
Blitzkrieg Bop, le premier titre de l'album, est écrit par Tommy Ramone. Son titre original est Animal Hop, jusqu'à ce que Dee Dee Ramone relise les paroles et que le groupe décide d'y insérer des références au nazisme,. Le terme Blitzkrieg n'est pas utilisé dans son sens militaire, mais pour son lien avec la culture de la jeunesse de l'époque et les impulsions des battements de fond de leur musique. Bop est un terme d'argot américain pouvant désigner un choc, une collision ou un médicament sous forme de pilule, mais également un style de jazz prépondérant dans les années 1940 : le bebop. La chanson raconte l'histoire d'enfants allant à un spectacle où ils passent du bon temps. Joey Ramone dit que c'est « une sorte d'appel aux armes... pour tous ceux qui veulent créer leur propre groupe ».
Le morceau débute par une partie instrumentale à la guitare électrique, à la basse et à la batterie avec une mesure à quatre temps pendant une vingtaine de secondes avant que guitare et basse ne s'arrêtent pour la première phrase de Joey Ramone : « Hey ho, let's go! », devenu le cri de guerre, le slogan et l'emblème des Ramones. La guitare et la basse reviennent ensuite progressivement « à pleine puissance », accompagnées par deux battements de tambour répétant la résolution de la vingt-deuxième à la trente-troisième seconde pendant huit mesures. Stephen Thomas Erlewine, d'AllMusic, décrit ainsi le titre comme « un assaut à trois accords, », puisque les trois musiciens jouent à l'unisson les accords ascendants en la majeur, ré majeur et mi majeur. Après la quadruple répétition de la première phrase et un autre riff de guitare et de basse, le premier couplet commence. Cette même phase se retrouve à la fin de la chanson.

#### Beat on the Brat
C'est la seule chanson de l'album qui n'est pas écrite à la première personne. Selon Joey Ramone, elle s'inspire de la bourgeoisie new-yorkaise durant son enfance à Forest Hills, dans le Queens, avec sa mère et sa sœur. Il décrit cet endroit comme « un quartier de la classe moyenne avec plein de riches et de femmes arrogantes avec d'horribles enfants pourris-gâtés » et raconte « qu'il y avait un terrain de jeux où [...] un gosse criait, un épouvantable gosse gâté qui passait son temps à courir sans cesse et sans vraiment de but. Le genre d'enfant que tu veux juste tuer. « beat on the brat with a baseball bat » (« Frappe le morveux avec une batte de baseball ») est sortie de là. Je voulais juste le tuer. » Cependant, selon Dee Dee Ramone, l'idée de la chanson est venue d'une autre anecdote : « un jour, Joey a vu une mère courir après son enfant avec une batte dans son hall et il a écrit là-dessus ». Les changements d'accords sont empruntés du tube d'Ohio Express Yummy Yummy Yummy, single à succès de 1968.

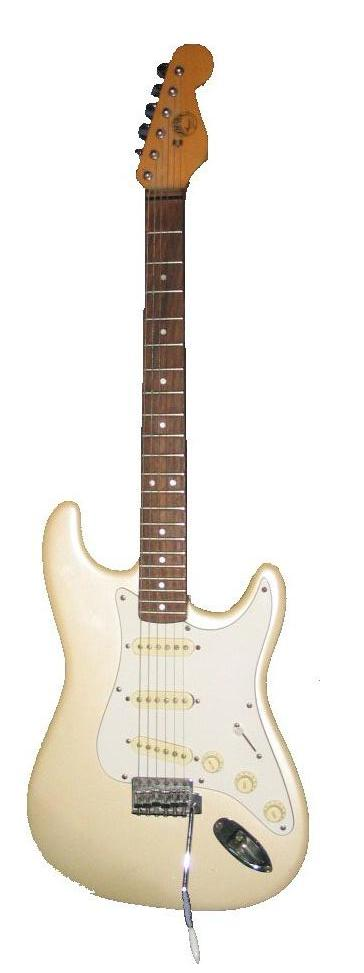
Johnny Ramone utilise exceptionnellement une Fender Stratocaster sur I Wanna Be Your Boyfriend.

#### Judy Is a Punk
C'est la troisième chanson de l'histoire du rock, après Flower Punk de Frank Zappa en 1968 et The Punk and the Godfather sur l'album Quadrophenia des Who en 1973, dont le titre contient le mot punk. Écrite sensiblement en même temps que le morceau précédent, Joey Ramone explique que la première phrase lui est venue alors qu'il marchait près de Thorny Croft, un immeuble qu'il qualifie de « lieu où tous les enfants du quartier allaient pour sortir et boire », et que la seconde vient d'une autre rue. Les paroles se rapportent à deux délinquants juvéniles de Berlin et San Francisco, dont le deuxième intègre le groupe terroriste SLA, et à leur probable mort à la fin de la chanson.
La structure de la chanson est inhabituelle pour les Ramones puisqu'elle est copiée sur I'm Henry VIII, I Am, chanson à succès de Herman's Hermits datant de 1965. En effet, ils construisent la chanson de la façon suivante : « Deuxième couplet, comme le premier. [...] Troisième couplet, différent du premier. » Altérant le processus logique de narration, l'histoire est rendue fictive et offre une perspective métaphysique. Avec seulement une minute et trente-deux secondes, c'est également le titre le plus court de l'album et l'un des plus courts de l'histoire du groupe.

#### I Wanna Be Your Boyfriend
Deuxième single tiré de l'album, c'est aussi la chanson la plus lente et la plus romantique du disque. C'est un hommage aux chansons d'amour des groupes de musique pop des années 1960. Le texte, écrit par Tommy Ramone, traite de l'ironie, de l'humour et de la représentation de la violence. Sur ce morceau, Johnny Ramone se sert d'une Fender Stratocaster au lieu de son habituelle Mosrite Ventures II. On peut y entendre quelques notes jouées au carillon.

#### Chain Saw
La chanson commence avec le bruit d'une scie circulaire et s'inspire du film d'horreur Massacre à la tronçonneuse de Tobe Hooper, sorti en 1974, dont les membres du groupe sont très fans. Avec presque 180 battements par minute, elle possède le tempo le plus rapide de l'album et est celle qui sonne le plus comme « fait maison » selon Nicholas Rhombes.

#### Now I Wanna Sniff Some Glue
Composée de quatre phrases, ce morceau évoque l'ennui chez les jeunes et l'inhalation des vapeurs de solvants contenues dans la colle. À la question de l'authenticité du texte, Dee Dee Ramone répond qu'il « espère que personne ne pense qu'ils ont réellement sniffé de la colle. J'ai arrêté quand j'avais huit ans. » Il explique aussi que le concept provient d'un traumatisme chez les adolescents. Alors que plusieurs titres du groupe commencent par « I Don't Want to ... », Tommy Ramone explique que c'est le premier morceau de l'album qu'ils voulaient optimiste.
C'est avec ce titre que le groupe fait pour la première fois la une des journaux en dehors des États-Unis, puisque le 19 août 1976, le Glasgow Evening Times publie la pochette de l'album avec l'inscription « Glue Sniff Disc Shocker ». Le périodique y décrit les efforts du député britannique James Dempsey pour faire interdire la vente de l'album des Ramones après que des jeunes sont morts en inhalant des vapeurs de colle.
La chanson inspire le nom d'un des premiers et plus célèbres fanzines de punk : le Sniffin' Glue, créé par Mark Perry en 1976,.

#### I Don't Wanna Go Down to the Basement
Elle aussi inspirée de films d'horreur, cette chanson épurée contient uniquement trois phrases et est jouée avec trois accords majeurs. Malgré cela, avec une durée de deux minutes et trente-cinq secondes, il s'agit du morceau le plus long de l'album.

#### Loudmouth
Marqué par une présence plus forte de la basse et composé de six accords majeurs, le morceau est, soit une seule phrase, soit quatre phrases très courtes, selon la lecture et la ponctuation. Elle possède un tempo d'environ 170 battements par minute.

#### Havana Affair
Cette chanson s'inspire du comic strip Spy vs. Spy du dessinateur cubain Antonio Prohías pour le magazine Mad, qui raconte l'histoire d'un cueilleur de bananes formé par la CIA,. Elle est sur le même tempo que Loudmouth. Non-mentionnés sur la pochette de l'album, des effets de percussion supplémentaires sont ajoutés en studio sur le morceau par Craig Leon et Mickey Leigh.

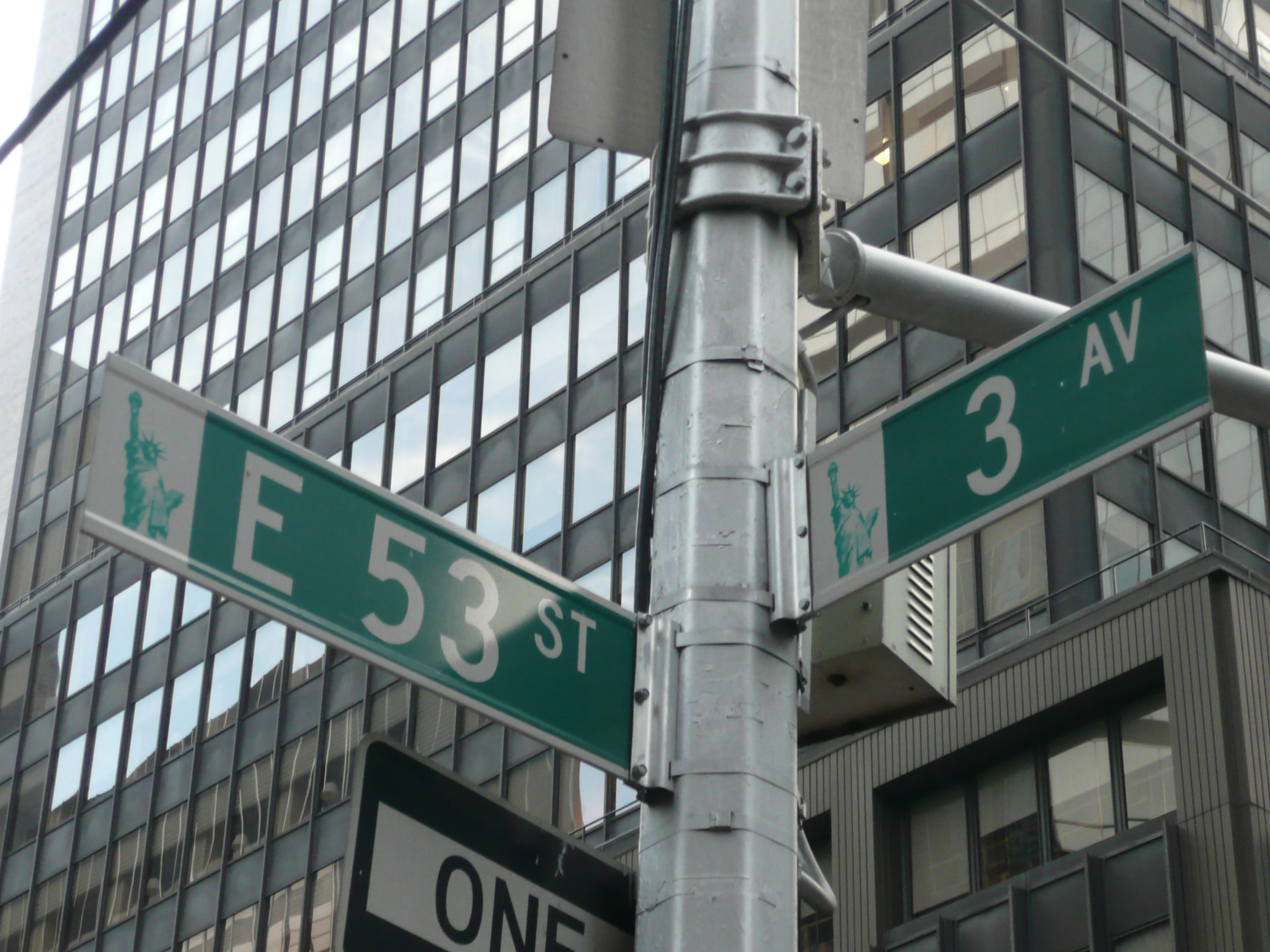
L'intersection de la 53e et de la 3e à Manhattan inspire Dee Dee Ramone dans l'écriture de 53rd & 3rd.

#### Listen to My Heart
Listen to My Heart est la première chanson des Ramones qui aborde une perspective ironique et pessimiste d'une relation en échec ou qui a déjà échoué.

#### 53rd & 3rd
Les textes, de Dee Dee Ramone, racontent l'histoire d'un homme prostitué attendant sans succès au coin de la 53e et de la 3e avenue à Manhattan. Puis, quand il a un client, il le tue avec une lame de rasoir afin de prouver qu'il n'est pas homosexuel. La coloration autobiographique et l'authenticité des paroles amènent des déclarations contradictoires, que ce soit de l'auteur ou de ses contemporains. Dans plusieurs interviews, le bassiste explique que tout ce qu'il écrit est autobiographique et qu'il essaye d'être le plus réaliste possible, tandis que l'écrivain Legs McNeil reconnaît l'avoir vu à l'angle des rues mais accompagné de musiciens. Danny Fields soutient cette théorie n'imaginant pas Dee Dee Ramone capable de travailler de la sorte. C'est également la première chanson des Ramones sur laquelle il chante les couplets.

#### Let's Dance
Il s'agit d'une reprise de la chanson du chanteur américain Chris Montez parue en 1962. Le producteur Craig Leon participe aux dernières mesures avec un orgue de cinéma Wurlitzer.

#### I Don't Want to Walk Around with You
Basée sur trois accords majeurs et deux phrases, c'est l'une des premières compositions des Ramones. À l'origine, elle s'intitulait I Don't Wanna Get Involved with You et était la première chanson sur la cassette audio de leurs débuts en 1974.

#### Today Your Love, Tomorrow the World
Composée par Dee Dee Ramone, la dernière chanson de l'album se réfère à son enfance passée en Allemagne et évoque les membres des jeunesses hitlériennes,. Seymour Stein, le président de Sire Records, estime d'ailleurs qu'elle est très offensante au regard des paroles « I'm a Nazi baby, I'm a Nazi yes I am » (« Je suis un bébé nazi, je suis un nazi, oui j'en suis un ») et « I'm a Nazi schatzi, y'know I fight for the fatherland » (« Je suis un nazi chérie, tu sais je me bats pour la mère patrie »). Étant de confession judaïque, il se dit bouleversé par celles-ci bien qu'elles soient chantées par Joey Ramone, juif lui aussi, et considère qu'elles ne peuvent être publiées sur un disque. Avant de publier l'album, les Ramones changent finalement les paroles en « I'm a shock trooper in a stupor, yes I am » (« Je suis un soldat de choc hébété, oui j'en suis un »), bien qu'en clôture des concerts du groupe, les paroles originales du titre soient conservées,,. Legs McNeil et Dick Porter interprètent par la suite cette chanson comme une volonté du groupe de dire « nous voulons choquer » ou « nous refusons d'être gentils » en opposition au courant des années 1970,.

### Pochette
La pochette met en scène Johnny, Tommy, Joey et Dee Dee, adossés à un mur en brique face au photographe,. La photo en noir et blanc a été prise dans la E. 1st Street dans l'East Village à New York, près du CBGB. Cette position  adossée à un  mur est ensuite utilisée pour d'autres pochettes et photos du groupe. Une boucle de ceinture avec un aigle et le logo du groupe figurent sur l'arrière de la pochette. L'image est réalisé par le désigner Arturo Vega dans un photomaton pour photos de passeport. Cette pochette occupe la 58e place des « 100 meilleures pochettes d'album » publié en 1991 par le magazine Rolling Stone .
À l'origine, les Ramones voulaient une pochette similaire à celle de l'album Meet the Beatles! des Beatles, publié en 1964. Ils font faire des photos pour un budget de 2 000 $, mais Sire Records n'en est pas satisfait. John Holmstrom, fondateur du fanzine Punk, dit que le rendu « était horrible ». Le groupe fait la connaissance de Roberta Bayley, photographe pour le Punk magazine et décide de travailler avec elle pour l'image de couverture de leur album. Bien que John Holmstom estime que « faire poser les Ramones est comme arracher des dents », il reconnait finalement qu'il s'agit de « la pochette classique des albums des Ramones ». On peut noter que cette photo en noir et blanc figure initialement dans un numéro de Punk magazine. Le concept photographique adopté par Roberta Bayley devient une signature visuelle pour les groupes Punk et est largement utilisé par les médias. Dans l'année qui a suivi la sortie du vinyle des Ramones, des groupes comme The Saints, The Clash, The Heartbreakers, The Dead Boys et The Jam posent devant des murs délabrés pour leur couverture d'album. Le label Sire Records achète 125 $ les droits de l'image de cette pochette des Ramones,.

## Postérité
Les Ramones sont considérés comme étant le groupe qui a contribué à populariser le punk rock. Nicholas Rombes, auteur du livre Ramones' (33 1/3) centré sur l'album Ramones, écrit que celui-ci offre un « rock d'avenir aliéné » et que « ça change de ce qu'on connaît ». Avec ce premier album, le groupe commence à asseoir son influence sur la musique populaire, en particulier sur les genres musicaux tels que le heavy metal, le thrash metal, l'indie pop, le grunge et le post-punk. Le journaliste britannique Jon Savage considère par ailleurs que « ce premier album des Ramones a tout accéléré dans la génération de nouveaux musiciens anglais. Cela a augmenté la pression de la concurrence et ainsi augmenté la formation de groupes punk ». Brian J. Bowe complète en expliquant que « les membres du Clash, des Sex Pistols et autres légendes de la musique britannique ont assisté aux concerts des Ramones les 4 et 5 juillet au Roundhouse et au Dingwalls à Londres l'année de la sortie de l'album [1976] », n'hésitant pas à affirmer qu'« avec ces spectacles, les Ramones ont participé au changement du cours de l'histoire de la musique en inspirant ces aspirants rockeurs à sortir de chez eux et à créer leur groupe ». Le leader des Clash, Joe Strummer, dit d'ailleurs que « si cet album des Ramones n'avait pas existé, je ne sais pas si nous aurions pu construire une scène ici [au Royaume-Uni] car ça a rempli un grand vide, celui entre la mort de la vieille scène pub rock et l’avènement du punk ».
Malgré son manque de popularité à sa sortie, l'importance de l'album pour le développement du punk rock est reconnue par la presse musicale et l'industrie de la musique près de vingt-cinq ans plus tard. Depuis, Ramones a remporté plusieurs prix. En 2001, le magazine Spin le classe numéro 1 dans son numéro spécial 25 ans de punk où il dresse la liste des « 50 albums les plus essentiels du punk ». Tony James déclare que « tout le monde prend trois ans le jour où il achète le premier album des Ramones. Ce punk rock super-rapide leur est totalement acquis. Les groupes ne faisaient que jouer dans le sillon de MC5 jusque-là ». L'album apparaît aussi dans le « top 10 des classiques cultes » du magazine en notant que « tout le bien qui est arrivé à la musique au cours des quatorze dernières années peut être directement rattaché aux Ramones ». En 2003, les trois journalistes Chuck Klosterman, Greg Milner et Alex Pappademas de ce même périodique le désignent comme le sixième album le plus influent de tous les temps car ils estiment qu'il « sauve le rock de lui-même et le punk rock de la prétention d'une galerie d'art ». De même, le journal le répertorie à la première place du « Top 100 des albums alternatifs » en 1995.
L'album est classé 33e parmi les « 500 plus grands albums de tous les temps » du magazine Rolling Stone en décembre 2003 et est également élu 54e « meilleur album de tous les temps » après un sondage parmi plus de 700 musiciens, auteurs-compositeurs, DJs, animateurs radio et critiques réalisé la même année. Il est également cité parmi les albums des années 1970 du livre 1001 Albums You Must Hear Before You Die de Robert Dimery paru pour la première fois en 2005, tandis que plusieurs chansons du disque (I Wanna Be Your Boyfriend et Judy Is a Punk) figurent dans 1,000 Recordings to Hear Before You Die de Tom Moon, publié en 2008. En 2004, Rolling Stone place Blitzkrieg Bop à la 92e place des « 500 meilleures chansons de tous les temps » et à la 18e position des « 100 meilleures chansons à la guitare de tous les temps ». Le magazine musical britannique Mojo place le single dans sa liste des « 50 meilleurs titres de punk américain ».

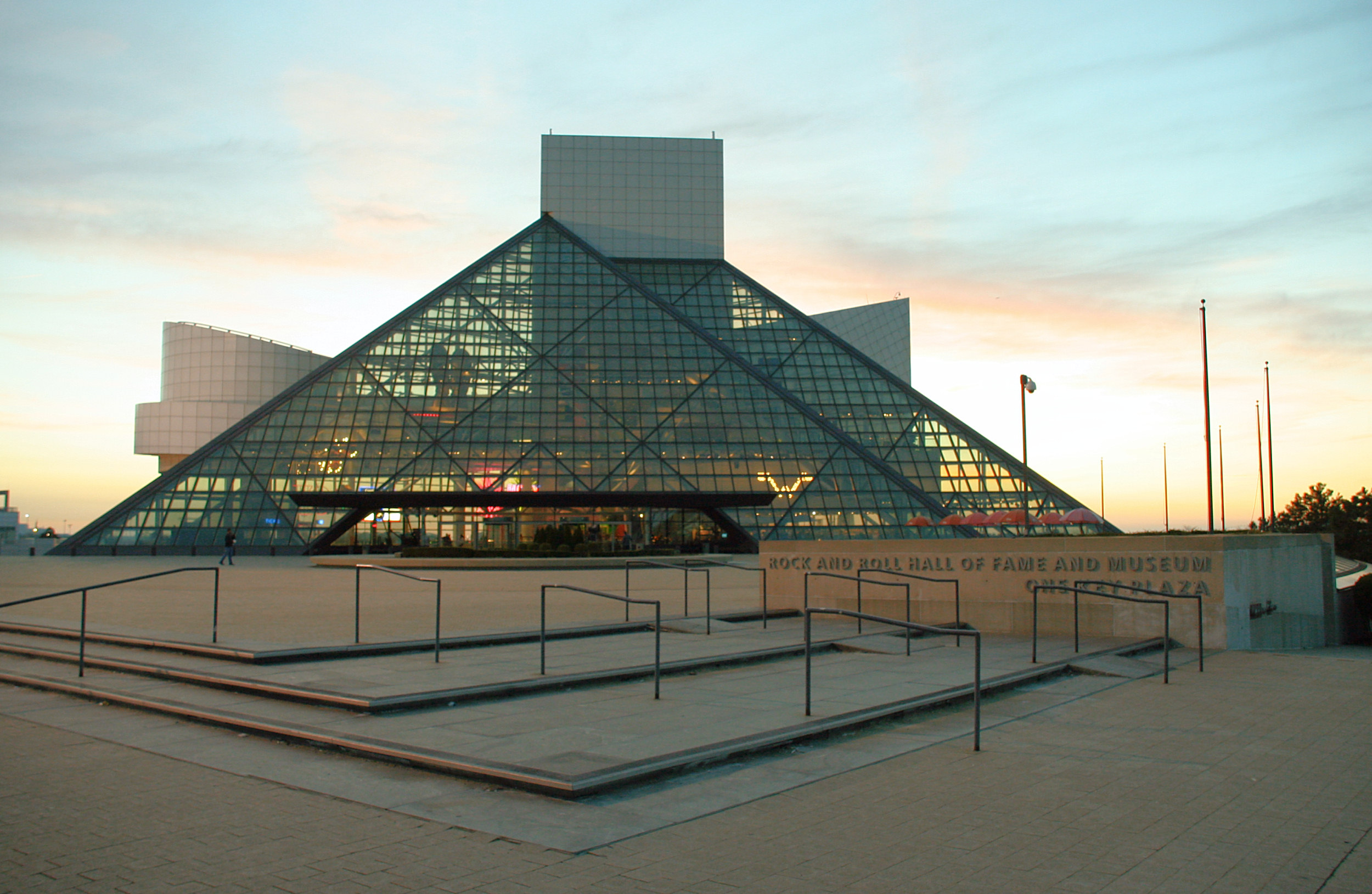
Le Rock and Roll Hall of Fame intronise les Ramones en 2002.

Gilles Verlant et Thomas Caussé, dans la Discothèque parfaite de l'odyssée du rock, rappellent qu'à l'époque de sa sortie « rares furent les critiques rock suffisamment clairvoyants pour percevoir […] un événement de portée historique » car ils étaient « surtout hérissés par l'effarante rapidité et la consternante simplicité des chansons ». Ils n'avaient « rien compris » à la ligne de conduite des Ramones : « il est permis d'être stupide, il est encouragé de pratiquer l'autoparodie, il faut s'offrir de temps en temps une bonne dose de rock basique, voire néandertalien ».
Lorsque le groupe est intronisé au Rock and Roll Hall of Fame lors d'une cérémonie en 2002, le site officiel dit que « quand les Ramones ont frappé en 1976 avec leur album éponyme d'abord, la scène rock en général était devenue un peu bouffie et narcissique. Les Ramones sont revenus à l'essentiel : simple, rapide, chansons de rock and roll épurées. La voix, la guitare, la basse, la batterie. Pas de maquillage, pas d'ego, pas de jeu de lumière, pas de non-sens. Et si le thème est parfois sombre, émanant du sous-sol d'un esprit morne d'adolescent, le groupe apporte également amusement et excitation de haute volée en retour au rock and roll. »

## Fiche technique

### Liste des chansons

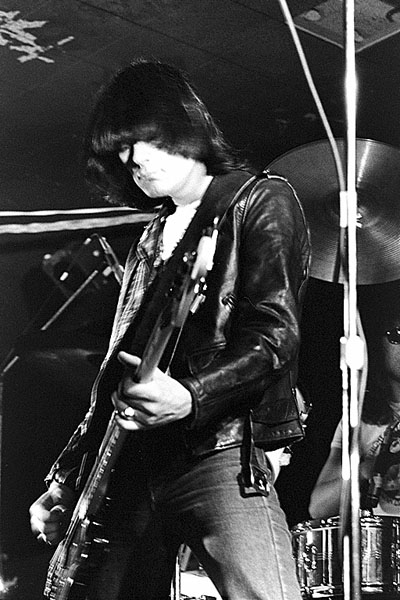
Dee Dee Ramone, bassiste et principal compositeur des Ramones.

En dehors de Let's Dance qui est une reprise de Chris Montez composée par Jim Lee, toutes les autres chansons sont créditées officiellement à tout le groupe. En réalité, les quatre membres n'ont pas participé à la création de chaque morceau.
L'album sort à l'origine en format vinyle et cassette, puis est édité en format CD pour la première fois en Australie en 1987. Une édition remastérisée contenant des démos des chansons de l'album est ensuite publiée en 2001.
| A1. | Blitzkrieg Bop                        | Tommy Ramone, Dee Dee Ramone  | 2:12 |
| A2. | Beat on the Brat                      | Joey Ramone                   | 2:30 |
| A3. | Judy Is a Punk                        | Joey Ramone                   | 1:30 |
| A4. | I Wanna Be Your Boyfriend             | Tommy Ramone                  | 2:24 |
| A5. | Chain Saw                             | Joey Ramone                   | 1:55 |
| A6. | Now I Wanna Sniff Some Glue           | Dee Dee Ramone                | 1:34 |
| A7. | I Don't Wanna Go Down to the Basement | Dee Dee Ramone, Johnny Ramone | 2:35 |
| B1. | Loudmouth                             | Dee Dee Ramone, Johnny Ramone | 2:14 |
| B2. | Havana Affair                         | Dee Dee Ramone, Johnny Ramone | 2:00 |
| B3. | Listen to My Heart                    | Dee Dee Ramone                | 1:56 |
| B4. | 53rd and 3rd                          | Dee Dee Ramone                | 2:19 |
| B5. | Let's Dance                           | Jim Lee                       | 1:51 |
| B6. | I Don't Wanna Walk Around with You    | Dee Dee Ramone                | 1:43 |
| B7. | Today Your Love, Tomorrow the World   | Dee Dee Ramone                | 2:09 |

| 15. | I Wanna Be Your Boyfriend (démo)                        | 3:02 |
| 16. | Judy Is a Punk (démo)                                   | 1:36 |
| 17. | I Don't Care (démo)                                     | 1:55 |
| 18. | I Can't Be (démo)                                       | 1:56 |
| 19. | Now I Wanna Sniff Some Glue (démo)                      | 1:42 |
| 20. | I Don't Wanna Be Learned/ I Don't Wanna Be Tamed (démo) | 1:05 |
| 21. | You Shoul Never Have Opened That Door (démo)            | 1:54 |
| 22. | Blitzkrieg Bop (version single)                         | 2:12 |

| Ramones - Joey Ramone – chant - Johnny Ramone – guitare - Dee Dee Ramone – basse, chœurs - Tommy Ramone - batterie, chœurs sur Judy Is a Punk, I Don't Wanna Walk Around with You et Chain Saw | - Craig Leon, Tommy Ramone - production - Rob Freeman - ingénieur du son - Greg Calbi – mastering - Don Hunerberg - assistant ingénieur - Roberta Bayley – photographie, photo de couverture - Arturo Vega – photographie |

Choristes additionnels
- Mickey Leigh - chœurs sur Judy Is a Punk, I Wanna Be Your Boyfriend et Blitzkrieg Bop
- Rob Freeman - chant sur I Wanna Be Your Boyfriend

### Ouvrages
- (en) Nicholas Rombes, Ramones' (33 1/3), Continuum International Publishing Group Ltd., 28 avril 2005, 128 p. (ISBN 978-0826416711)

1. ↑  Rombes 2005, p. 9
2. ↑  Rombes 2005, p. 32
3. 1 2  Rombes 2005, p. 65
4. 1 2  Rombes 2005, p. 66
5. 1 2  Rombes 2005, p. 67
6. 1 2  Rombes 2005, p. 5
7. 1 2  Rombes 2005, p. 73
8. 1 2  Rombes 2005, p. 69
9. 1 2  Rombes 2005, p. 84
10. 1 2 3  Rombes 2005, p. 77
11. ↑  Rombes 2005, p. 83
12. ↑  Rombes 2005, p. 85
13. 1 2 3  Rombes 2005, p. 86
14. 1 2  Rombes 2005, p. 87
15. 1 2 3  Rombes 2005, p. 88
16. 1 2 3 4  Rombes 2005, p. 75
17. ↑  Rombes 2005, p. 40

- (en) Dick Porter, Ramones: The Complete Twisted History, Plexus Publishing Ltd, 30 juin 2003, 192 p. (ISBN 978-0859653268)

1. 1 2 3  Porter 2003, p. 37
2. 1 2 3  Porter 2003, p. 43
3. ↑  Porter 2003, p. 57
4. ↑  Porter 2003, p. 56
5. ↑  Porter 2003, p. 58
6. ↑  Porter 2003, p. 50
7. ↑  Porter 2003, p. 54

- (en) Everett True, Hey Ho Let's Go: The Story of the "Ramones", Omnibus Press, 1er mai 2005, 376 p. (ISBN 978-1844494132)

1. ↑  True 2005, p. 36
2. ↑  True 2005, p. 44
3. ↑  True 2005, p. 45
4. 1 2 3  True 2005, p. 47
5. 1 2 3  True 2005, p. 51
6. ↑  True 2005, p. 50
7. ↑  True 2005, p. 54
8. 1 2 3  True 2005, p. 53
9. ↑  True 2005, p. 58
10. ↑  True 2005, p. 68
11. ↑  True 2005, p. 69
12. ↑  True 2005, p. 70
13. ↑  True 2005, p. 55
14. 1 2 3 4 5 6 7 8 9  True 2005, p. 60
15. ↑  True 2005, p. 71
16. ↑  True 2005, p. 23

- (en) Mickey Leigh et Legs McNeil, I Slept with Joey Ramone: A Family Memoir, Touchstone Books, décembre 2009, 404 p. (ISBN 978-0743252164)

1. 1 2  Leigh et McNeil 2009, p. 126
2. ↑  Leigh et McNeil 2009, p. 128
3. 1 2 3 4 5  Leigh et McNeil 2009, p. 131
4. 1 2 3  Leigh et McNeil 2009, p. 132
5. 1 2 3 4  Leigh et McNeil 2009, p. 135
6. ↑  Leigh et McNeil 2009, p. 120
7. 1 2  Leigh et McNeil 2009, p. 121
8. ↑  Leigh et McNeil 2009, p. 133
9. 1 2 3  Leigh et McNeil 2009, p. 138

- (en) Jon Savage, England's Dreaming : Anarchie, Sex Pistols, Punk Rock, St. Martin's Griffin, janvier 2002, 656 p. (ISBN 978-0312288228)

1. ↑  Savage 2002, p. 119
2. 1 2 3 4  Savage 2002, p. 143
3. ↑  Savage 2002, p. 182

- (en) Legs McNeil et Gillian McCain, Please Kill Me: The Uncensored Oral History of Punk, Abacus, 3 juillet 1997, 544 p. (ISBN 978-0349108803)

1. ↑  McNeil et McCain 1997, p. 181
2. ↑  McNeil et McCain 1997, p. 183
3. 1 2  McNeil et McCain 1997, p. 215
4. 1 2  McNeil et McCain 1997, p. 281

- (en) Jim Bessman, The Ramones, St Martin's Press, 20 septembre 1996, 202 p. (ISBN 978-0312093693)

1. 1 2  Bessman 1996, p. 31-35
2. ↑  Bessman 1996, p. 53
3. ↑  Bessman 1996, p. 47

- (en) Monte A. Melnick et Frank Meyer, On the Road with the Ramones, Sanctuary Publishing Ltd, 3 novembre 2003, 302 p. (ISBN 978-1860745140)

1. 1 2 3  Melnick et Meyer 2003, p. 32-33
2. 1 2  Melnick et Meyer 2003, p. 282
3. 1 2 3  Melnick et Meyer 2003, p. 62

- (en) Johnny Ramone, Commando: The Autobiography of Johnny Ramone, Abrams, 1er avril 2012, 176 p. (ISBN 978-0810996601)

1. ↑  Ramone 2012, p. 51
2. ↑  Ramone 2012, p. 152
3. ↑  Ramone 2012, p. 54
4. ↑  Ramone 2012, p. 53

- (en) Joe Harrington, Sonic Cool: The Life and Death of Rock 'n' Roll, Hal Leonard Corporation, 25 octobre 2008, 596 p. (ISBN 978-0634028618)

1. ↑  Harrington 2008, p. 165
2. ↑  Harrington 2008, p. 538

- (en) Brian J. Bowe, The Ramones: American Punk Rock Band, Enslow Publishers, septembre 2010, 128 p. (ISBN 978-1598452136)

1. 1 2 3  Bowe 2010, p. 6
2. ↑  Bowe 2010, p. 10
3. ↑  Bowe 2010, p. 7

- Autres ouvrages

1. ↑  (en) Vladimir Bogdanov, Chris Woodstra et Stephen Thomas Erlewine, All music guide to rock: the definitive guide to rock, pop, and soul, Backbeat Books, 9 mai 2002, 1300 p. (ISBN 978-0879306533), p. 4
2. ↑  (en) Buckley Jonathan, The Rough Guide to Rock, Rough Guides Ltd, 30 octobre 2003, 1232 p. (ISBN 978-1843531050), p. 378
3. ↑  (en) Greil Marcus, Stranded: Rock and Roll for a Desert Island, Random House Inc, décembre 1979, 305 p. (ISBN 978-0394738277), p. 294
4. 1 2  (en) Martin C. Strong, The Essential Rock Discography, Canongate Books, 28 octobre 2006, 1250 p. (ISBN 978-1841958606), p. 899
5. ↑  (en) Dave Thompson, Alternative Rock (Third Ear), Backbeat UK, 23 novembre 2000, 837 p. (ISBN 978-0879306076), p. 423, 579
6. ↑  (en) Dee Dee Ramone et Veronica Kofman, Lobotomy: Surviving the "Ramones", DaCapo Press, 7 septembre 2000, 304 p. (ISBN 978-1560252528), p. 77
7. ↑  (en) Richard A. Spears, Slang and Euphemism, Penguin Books Australia, 1er août 1987 (ISBN 978-0451149794)
8. ↑  (en) Vladimir Bogdanov, Chris Woodstra et Stephen Thomas Erlewine, All Music Guide: The Experts Guide to the Best Recordings, Backbeat Books, 6 décembre 2001, 1096 p. (ISBN 978-0879306274), p. 327
9. ↑  (en) Gary Dowell, Don Mangus et James L. Halperin, Heritage Comics Signature Auction #819, Heritage Auctions, 19 janvier 2006, 441 p. (ISBN 978-1599670218), p. 55
10. ↑  (en) Jacob Hoye et Joe S. Harrington, VH-1 100 Greatest Albums, Simon & Schuster International, 17 novembre 2003, 216 p. (ISBN 978-0743448765), p. 124
11. ↑  (en) Martin Roach, The "Strokes": This is it, Omnibus Press, 15 mai 2002, 104 p. (ISBN 978-0711996014), p. 60-63
12. ↑  (en) Phil Strongman, Pretty Vacant: A History of UK Punk, Chicago Review Press, avril 2008, 289 p. (ISBN 978-1556527524), p. 111
13. 1 2  (en) Eric Weisbard, Spin Alternative Record Guide, Vintage Books, 28 octobre 1996, 468 p. (ISBN 978-0679755746), p. 3-22
14. ↑  (en) Joe Levy, Rolling Stone's 500 Greatest Albums of All Time, Wenner Books, 2 avril 2006, 224 p. (ISBN 978-1932958010)
15. ↑  (en) Robert Dimery, 1001 Albums You Must Hear Before You Die, Cassell Illustrated, 15 octobre 2008, 960 p. (ISBN 978-1844036240)
16. ↑  (en) Tom Moon, 1,000 Recordings to Hear Before You Die (1,000 Before You Die)1000 Recordings to Hear Before You Die: A Listener's Life List, Workman Publishing, 1er septembre 2008, 992 p. (ISBN 978-0761139638)
17. ↑  (fr) Gilles Verlant et Thomas Caussé, La Discothèque parfaite de l'odyssée du rock, Hors Collection, 8 octobre 2009 (ISBN 978-2258080072), p. 138

### Autres sources
1. ↑  (en) « Prog-Rock/Art Rock », sur allmusic.com (consulté le 14 octobre 2012)
2. ↑  (en) Lester Bangs, « MC5: Kick Out the Jams », Rolling Stone,‎ 5 avril 1969 (lire en ligne, consulté le 16 janvier 2007)
3. ↑  (en) Michael Enright, « Pal Joey », Time, Time Warner,‎ 20 avril 2001 (lire en ligne, consulté le 20 octobre 2009)
4. ↑  (en) Christopher Sandford, McCartney, Arrow, 7 septembre 2006, 448 p. (ISBN 978-0099471301), p. 11
5. 1 2  (en) « Thirty Years of the Ramones », Mojo,‎ novembre 2005, p. 77
6. 1 2 3  (en) « Joey, 10 Years Gone... », Mojo, no 210,‎ mai 2011
7. ↑  (en)  [VHS/DVD] « Lifestyles Of The Ramones », 1990, Atlantic Records
8. 1 2 3 4  (en) « Allmusic - Ramones », sur allmusic.com (consulté le 13 octobre 2012)
9. 1 2 3  (en) « Ramones by Ramones : Reviews and Ratings - Rate your Music », sur rateyourmusic.com (consulté le 21 janvier 2013)
10. 1 2  (en) « Ramones », sur robertchristgau.com (consulté le 13 octobre 2012)
11. 1 2  (en) Paul Nelson, « Album Reviews Ramones », sur rollingstone.com (consulté le 13 octobre 2012)
12. 1 2  (en) « Ramones Ramones », sur sputnikmusic.com (consulté le 10 novembre 2012)
13. 1 2 3 4 5 6  (en) « "Ramones" », sur superseventies.com (consulté le 13 octobre 2012)
14. 1 2  (en) « Allmusic - Ramones », sur allmusic.com (consulté le 13 octobre 2012)
15. 1 2  (sv) « swedishcharts.com - Ramones - Ramones », sur swedishcharts.com (consulté le 13 octobre 2012)
16. ↑  Ramones, Ramones, 1976, Livret album, Sire Records
17. ↑   [DVD][Motion picture] « End of the Century: The Story of the Ramones » [archive du 4 juin 2010], à 20:45-30:25, 19 janvier 2003, États-Unis, Rhino Entertainment/Sire Records (consulté le 4 juin 2010)
18. ↑  (en) « Fight Club », Uncut,‎ janvier 2007
19. ↑  (en) « Punk Celebrates 30 Years of Subversion », sur news.bbc.co.uk, 18 août 2006 (consulté le 20 décembre 2012)
20. ↑  (en) « Ramones - Ramones », sur allmusic.com, 19 juin 2001 (consulté le 1er novembre 2012)
21. ↑  (en) « The Guitars of Johnny Ramone: The White Stratocaster », sur rockometer.com (consulté le 1er novembre 2012)
22. 1 2  (en) « 25 Years of Punk », Spin, vol. 17, no 5,‎ 5 mars 2001, p. 100
23. ↑  (en) « 100 Greatest Album Covers », Rolling Stone,‎ 14 novembre 1991
24. ↑  (en) Jarret Keen, « Candy Man », sur tucsonweekly.com, 29 novembre 2007 (consulté le 13 octobre 2012)
25. ↑  (en) Dave Grohl, « Punk Fiction », sur fooarchive.com, décembre 1981 (consulté le 13 octobre 2012)
26. ↑  (en) Chuck Klosterman, Greg Milner et Alex Pappademas, « Fifteen Most Influential Albums... », Spin,‎ 9 juillet 2003 (lire en ligne)
27. ↑  (en) « Thirty Years of the Ramones », Mojo,‎ novembre 2005, p. 86
28. ↑  (en) « Ramones », sur rockhall.com, 15 septembre 2004 (consulté le 13 octobre 2012)
29. 1 2  (en) « Ramones – Ramones », sur discogs.com (consulté le 4 février 2013)
30. ↑  (en) « Ramones – Ramones », sur discogs.com (consulté le 4 février 2013)